# Frederica de Hanovra și Cumberland
Prințesa Frederica de Hanovra (9 ianuarie 1848 – 16 octombrie 1926) a fost membră a Casei de Hanovra. După căsătorie a trăit în general în Anglia, unde a fost un membru proeminent al societății.

## Biografie

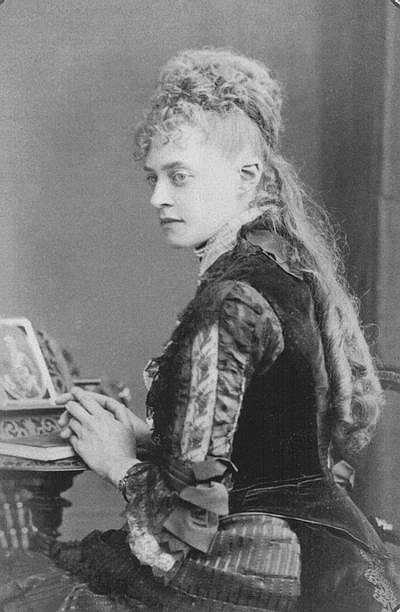
Prințesa Frederica de Hanovra

Frederica s-a născut la 9 ianuarie 1848 la Hanovra, ca al doilea copil și prima fiică  a Prințului Ereditar de Hanovra (mai târziu regele George al V-lea de Hanovra) și a soției acestuia, Prințesa Maria de Saxa-Altenburg. Pe linie paternă a fost strănepoata regelui George al III-lea al Regatului Unit. 
În ianuarie 1866, primul ministru al Prusiei Otto von Bismarck a început negocierile cu Hanovra, reprezentată de contele Platen-Hallermund, privind o posibilă căsătorie între Frederica și Prințul Albrecht al Prusiei. Planurile nu s-au finalizat deoarece tensiunea dintre Hanovra și Prusia a crescut, în final ducând la războiul austro-prusac (14 iunie - 23 august 1866).
În 1866, tatăl Fredericăi a fost detronat ca rege al Hanovrei. Familia s-a stabilit la Gmunden în Austria, unde dețineau Schloss Cumberland (numit astfel după titlul ducal britanic pe care îl deținea tatăl Fredericăi). Frederica a vizitat Anglia cu familia ei în mai 1876, și din nou, după decesul tatălui, în iunie 1878.
Prințesa s-a îndrăgostit de baronul Alfons von Pawel-Rammingen (1843–1932), fiul unui oficial guvernamental al Ducatului de Saxa-Coburg și Gotha. Alfons a fost comisul tatălui ei.  Alfons a fost naturalizat ca supus britanic la 19 martie 1880 și, la 24 aprilie 1880 el și Frederica s-au căsătorit.  Nunta a avut loc la Castelul Windsor și ceremonia religioasă a fost ținută de episcopul de Oxford.
Sora lui Alfons, Anna, era căsătorită cu baronul Oswald von Coburg, fiul unui fiu nelegitim al Prințului Ludwig Karl Friedrich de Saxa-Coburg-Saalfeld (al treilea fiu al lui Ernest Frederic, Duce de Saxa-Coburg-Saalfeld).
După căsătorie, Frederica și Alfons au locuit într-un apartament la Hampton Court Palace. Cuplul a avut un singur copil, o fiică, care s-a născut și a murit la Hampton Court Palace:
- Victoria Georgina Beatrice Maud Anne (7 martie 1881 – 27 martie 1881).[9]

Frederica și Alfons erau oaspeți frecvenți la Castelul Windsor și la Casa Osborne. Frederica a murit în 1926 la Biarritz, Franța, la vârsta de 78 de ani. 